# Newberg
Newberg és una població dels Estats Units a l'estat d'Oregon. Segons el cens del 2006 tenia 20.570 habitants.

## Demografia
Segons el cens del 2000, Newberg tenia 18.064 habitants, 6.099 habitatges, i 4.348 famílies. La densitat de població era de 1.389,4 habitants per km².
Dels 6.099 habitatges en un 40,2% hi vivien nens de menys de 18 anys, en un 54,5% hi vivien parelles casades, en un 11,9% dones solteres, i en un 28,7% no eren unitats familiars. En el 21,7% dels habitatges hi vivien persones soles el 8,8% de les quals corresponia a persones de 65 anys o més que vivien soles. El nombre mitjà de persones vivint en cada habitatge era de 2,76 i el nombre mitjà de persones que vivien en cada família era de 3,2.
Per edats la població es repartia de la següent manera: un 27,7% tenia menys de 18 anys, un 15% entre 18 i 24, un 29,8% entre 25 i 44, un 16,9% de 45 a 60 i un 10,6% 65 anys o més.
L'edat mediana era de 30 anys. Per cada 100 dones de 18 o més anys hi havia 89,8 homes.
La renda mediana per habitatge era de 44.206$ i la renda mediana per família de 51.084$. Els homes tenien una renda mediana de 34.099$ mentre que les dones 23.571$. La renda per capita de la població era de 16.873$. Aproximadament el 4,3% de les famílies i el 6,6% de la població estaven per davall del llindar de pobresa.

## Poblacions més properes
El següent diagrama mostra les poblacions més properes.